# Śląska Orkiestra Kameralna
Śląska Orkiestra Kameralna – orkiestra powstała w 1981 roku. Od początku swej działalności działa w ramach Filharmonii Śląskiej w Katowicach. Funkcję kierownika artystycznego zespołu pełnili kolejno – Jan Wincenty Hawel oraz Massimiliano Caldi. Na przestrzeni lat ze Śląską Orkiestrą Kameralną występowali m.in. Bruno Canino, Kaja Danczowska, Paul Esswood, Eugene Indjic, Krzysztof Jakowicz, Kevin Kenner, Jan Krenz, Konstanty Andrzej Kulka, Adam Makowicz, Jerzy Maksymiuk, Iwan Monighetti, Marek Moś, Leszek Możdżer, Garrick Ohlsson, Piotr Paleczny, Jeffrey Swann.

## Działalność
Śląska Orkiestra Kameralna uczestniczyła w wielu krajowych i międzynarodowych festiwalach muzycznych, np. Festiwal Muzyczny w Łańcucie, Festiwal Muzyka w Starym Krakowie, Festiwal Muzyczny w Czeskim Krumlovie, Festiwal Muzyczny Amber Baltic, Międzynarodowy Festiwal im. G.G. Gorczyckiego, Festiwal Muzyki Kameralnej „Kwartet Śląski i jego goście”.
Orkiestra występowała również w wielu prestiżowych salach koncertowych: Wielka Sala amsterdamskiego Concertgebouw, Złota Sala Ratusza w Augsburgu czy Sala Verdi del Conservatorio di Milano.

## Dyskografia
| Płyta                                                                | Wykonawcy | Wytwórnia                                          | Rok wydania |
| -------------------------------------------------------------------- | --- | -------------------------------------------------- | ----------- |
| BACH – KOMEDA – PIAZZOLLA                                            | - Śląska Orkiestra Kameralna - Mirosław Jacek Błaszczyk – dyrygent - Waldemar Malicki – fortepian - Marek Andrysek – akordeon - Marek Nosal – gitara                                                                        | Polskie Radio Katowice                             | 2004        |
| MORYTO – SHOSTAKOVICH                                                | - Śląska Orkiestra Kameralna - Orkiestra Filharmonii Śląskiej - Mirosław Jacek Błaszczyk – dyrygent - Tomasz Strahl – wiolonczela - Roman Lasocki – skrzypce                                                                | DUX                                                | 2005        |
| SERENADES. Tchaikovsky, Dvorak, Elgar                                | - Śląska Orkiestra Kameralna - Jan Wincenty Hawel – dyrygent | DUX                                                | 2006        |
| LITTLE BIG MUSIC. Britten, Holst, Lutosławski, Kilar                 | - Śląska Orkiestra Kameralna - Massimiliano Caldi – dyrygent | DUX                                                | 2008        |
| MUZYKA NASZYCH CZASÓW – Bromboszcz, Ratusińska,Zych                  | - Śląska Orkiestra Kameralna - Michał Dworzyński–dyrygent - Bartosz Koziak – wiolonczela - Robert Michalski – klarnet basowy                                                                                                | EUROPEJSKIE CENTRUM MUZYKI KRZYSZTOFA PENDRECKIEGO | 2008        |
| Young Composers in Tribute to Fryderyk Chopin – STANISŁAW BROMBOSZCZ | - Śląska Orkiestra Kameralna - Orkiestra Muzyki Nowej - Michał Dworzyński – dyrygent - Bartosz Koziak – wiolonczela | DUX                                                | 2009        |
| ALEXANDRE TANSMAN                                                    | - Śląska Orkiestra Kameralna - Mirosław Jacek Błaszczyk – dyrygent - Jean-Marc Fessard – klarnet - Laurent Decker – obój | NAXOS                                              | 2011        |
| GÓRECKI GOŁABEK SPISAK HAWEL                                         | - Śląska Orkiestra Kameralna - Jan Wincenty Hawel – dyrygent | Polskie Radio Katowice                             | 2011        |
| Young Composers in Tribute to Fryderyk Chopin – MICHAŁ DOBRZYŃSKI    | - Śląska Orkiestra Kameralna - Orkiestra Filharmonii Śląskiej - Przemysław Fiugajski – dyrygent - Bartłomiej Wezner – fortepian - Jan Wezner – perkusja                                                                     |                                                    |             |
| GÓRECKI – MIKOŁAJ / HENRYK MIKOŁAJ                                   | - Śląska Orkiestra Kameralna - Orkiestra Filharmonii Śląskiej - Chór Filharmonii Śląskiej - Kaja Danczowska – skrzypce - Anna Górecka – fortepian - Mirosław Jacek Błaszczyk – dyrygent - Jarosław Wolanin – dyrygent chóru | DUX                                                | 2012        |
| PAWEŁ ŁUKASZEWKI. MISSA DE MARIA A MAGDALA                           | - Śląska Orkiestra Kameralna - Chór Akademii Techniczno-Humanistycznej w Bielsku-Białej - Jan Borowski – dyrygent - Elżbieta Grodzka-Łopuszyńska – sopran - Tomasz Sadownik – baryton                                       | DUX                                                | 2013        |